# Pat O’Connor (kierowca)
Pat O’Connor, właśc. Patrick O’Connor (ur. 9 października 1928 w North Vernon, zm. 30 maja 1958 w Indianapolis) – amerykański kierowca wyścigowy.

## Życiorys
W latach 1952–1958 wziął udział w 36 wyścigach zaliczanych do punktacji USAC National Championship. Wygrał dwa z nich (Darlington 1956 oraz Trenton 1957). Jedyne pole position w karierze zdobył do Indianapolis 500 w 1957 roku.
Zginął tragicznie w zbiorowym karambolu, wywołanym przez piruet startującego z drugiej pozycji Eda Elisiana, na pierwszym okrążeniu Indianapolis 500 w 1958 roku. O’Connor zderzył się z Jimmym Reece’em i wykonał salto w powietrzu, po którym jego samochód wylądował kołami do góry i stanął w płomieniach. Sekcja zwłok wykazała, że O’Connor doznał złamania karku i najprawdopodobniej zginął jeszcze przed wybuchem pożaru.
O’Connor był jednym z faworytów wyścigu. Cztery dni przed startem jego zdjęcie ukazało się na okładce magazynu „Sports Illustrated”.

## Starty w Indianapolis 500
Wszystkie starty O’Connor w Indianapolis 500 są zaliczane do punktacji mistrzostw świata Formuły 1.
| Rok  | Nadwozie     | Silnik      | Start | Wynik | Uwagi              |
| ---- | ------------ | ----------- | ----- | ----- | ------------------ |
| 1954 | Kurtis Kraft | Offenhauser | 12    | 21    | Wypadek            |
| 1955 | Kurtis Kraft | Offenhauser | 19    | 8     |                    |
| 1956 | Kurtis Kraft | Offenhauser | 3     | 18    | Iskrownik          |
| 1957 | Kurtis Kraft | Offenhauser | 1     | 8     |                    |
| 1958 | Kuzma        | Offenhauser | 5     | 29    | Śmiertelny wypadek |